# Három nővér
A Három nővér (orosz nyelven: Три сестры) Anton Pavlovics Csehov drámája négy felvonásban, az író egyik legismertebb színműve. Kosztolányi Dezső fordította magyarra, napjainkban is főként az ő fordításában olvasható. Legutóbb Morcsányi Géza ültette át magyarra. Önálló kötetben először a Franklin Könyvkiadónál jelent meg a mű 1950-ben, a Csehov drámai művei című kötetben.
További fordítások:
- Háy Gyula (1954)
- Stuber Andrea (1994)
- Morcsányi Géza (2021)

## Keletkezése, bemutatója
A Három nővér időrendben Csehov utolsó előtti színműve. Korábbi drámáit, a Sirályt és a Ványa bácsit a korabeli hagyományos játékstílust megújító moszkvai Művész Színház társulata vitte sikerre. A Ványa bácsi 1899. őszi sikeres bemutatója után Nyemirovics-Dancsenko rendező igyekezett rábírni Csehovot, hogy a színháznak darabot írjon. Biztatására, sőt sürgetésére Csehov 1900 augusztusában kezdte írni és decemberben be is fejezte a drámát (később néhány helyen változtatott a szövegen). A Három nővér tehát eleve a Művész Színház és színészei számára íródott, bár a mű alapgondolata és néhány alakja az írót bizonyíthatóan már egy évvel korábban is foglalkoztatta.
A darabot a Művész Színház mutatta be először 1901. január 31-én Moszkvában, majd február 28-án a fővárosban, Szentpéterváron. Ugyancsak februárban a Russzkaja Miszl című folyóirat közölte először nyomtatásban, és még az író életében olasz, német és cseh nyelvre lefordították. Magyarországi ősbemutatóját 1922. október 15-én tartották a budapesti Vígszínházban.

## Szereplő személyek
- Andrej Szergejevics Prozorov
- Natalja Ivanovna – a menyasszonya, később felesége
- Olga, Mása, Irina – Andrej Prozorov testvérei
- Kuligin, Fjodor Iljics – tanár, Mása férje
- Versinyin, Alekszandr Ignatyevics – alezredes, ütegparancsnok
- Tuzenbach, Nyikolaj Lvovics – báró, főhadnagy
- Szoljonij, Vaszilij Vasziljevics – százados
- Csebutikin, Ivan Romanics – katonaorvos
- Fedotyik, Alekszej Petrovics – hadnagy
- Rode, Vlagyimir Karlovics – hadnagy
- Ferapont – öreg szolga az elöljáróságon
- Anfisza – öreg dada

## A cselekmény vázlata
A cselekmény egy kormányzósági városban játszódik.

### Első felvonás
A Prozorov-testvérek házában ebédhez készülődnek. Tavasz van, a legfiatalabb testvér, Irina névnapja. Tábornok-apjuk egy évvel korábban halt meg, de Irina már fehér ruhában, örömteli várakozással néz a jövőbe, munkás, értelmes életről ábrándozik. Idősebbik nővére, Olga gimnáziumi tanárnő, sokat dolgozik és állandóan fáradt. Most épp iskolai dolgozatokat javít, de őt is elfogja a boldog vágyakozás: mindketten abban bíznak, hogy majd eladják a házat és ősszel Moszkvába költözhetnek, ahonnan még gyerekként apjukkal jöttek el, Andrej fivérük meg ott lesz egyetemi tanár. Mása fekete ruhában egykedvűen olvasgat.
Ebédre gyülekezik a házban lakó néhány tiszt, akik a városban állomásozó alakulatnál szolgálnak. Báró Tuzenbach hadnagy is optimista hangulatban van, a társadalmat megújító vihar eljöveteléről beszél, és bár főúri családból származik, azt tervezi, hogy dolgozni fog. Bejelentik az új parancsnok, Versinyin alezredes érkezését. Nős, két kislánya van, felesége gyakran hisztériákat rendez, amit ő tűr és mindenkinek elpanaszol. Moszkvában Prozorov tábornok alatt szolgált és gyermekkorukban ismerte a lányokat. Mása is felélénkül, együtt felelevenítik moszkvai emlékeiket. Végre előkerül Andrej, aki éjszaka egy angol könyv fordításán dolgozott. Apjuk idegen nyelvekre is megtaníttatta gyermekeit és fiát tudományos pályára szánta, de halála után Andrej „mintha egy nyomás alól szabadult volna”, hízásnak indult. Kuligin is bemutatkozik, „gimnáziumi tanár és udvari tanácsos”; nem győzi hangsúlyozni, hogy felesége, Mása mennyire szereti őt, és azonnal el is rontja felesége hangulatát. Végül megjelenik Andrej szerelme, Natasa (Natalja Ivanovna); a társaság feszélyezi, zavarában elszökne, mire Andrej utánasiet és váratlanul megkéri a kezét.

### Második felvonás

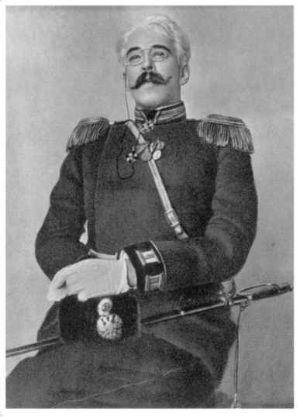
Sztanyiszlavszkij, a moszkvai Művész Színház művésze Versinyin szerepében

Az előző helyszín, este nyolc óra. Farsang van, mulatság készül. Olga a gimnáziumban, Irina a távírdában dolgozik. Natasa háziköntösben, gyertyával kezében végigjárja a házat. Szól Andrejnek, hogy a kisfiuk betegnek látszik, mondják le az álarcosokat, akiket a nővérek hívtak meg, Irina napos szobáját pedig át kellene adni a kicsi Bobiknak. Andrej bizonytalanul válaszol valamit, unatkozik és magányos. Éjszakánként a moszkvai egyetem katedrájáról álmodik, miközben titkárként dolgozik a városi elöljáróságon.
Mása elmondja Versinyinnek, hogy tizennyolc évesen ment férjhez, amikor Kuligint még művelt, okos embernek képzelte, de már kiábrándult belőle, házassága boldogtalan. Versinyin szintén a házasságára panaszkodik és végül megvallja szerelmét Mása iránt, aki örömmel veszi közeledését.
Irina fáradtan jön meg a távírdából. Nem öröm, hanem csak teher számára a távírdai lélektelen munka, másik állást akar keresni. A lányba ketten is szerelmesek: Tuzenbach, aki elhatározta, hogy nyugdíjaztatja magát, mert ő is dolgozni fog; és tiszttársa, Szoljonij, akinek különcködésétől Irina idegenkedik. Andrej rendszeresen kártyázni jár és veszít. Irina nem bánná, ha mindent gyorsan elkártyázna, mert akkor talán elhagyhatnák ezt a várost. Most éppen öt hónap múlva, júniusra tervezik a költözést Moszkvába.
A mulatságra váró tisztek beszélgetéssel töltik az időt. Versinyin szerint a földön előbb-utóbb mindennek meg kell változnia. „Kétszáz, háromszáz, talán ezer év múlva – nem az időpont a fontos – új, boldog élet támad. Mi természetesen, nem fogunk részt venni ebben az életben, de érte élünk, érte dolgozunk, igen, érte szenvedünk…” Filozofálgatás közben Versinyin üzenetet kap: felesége újra megmérgezte magát, távoznia kell. Az egyre oldottabb hangulatban Natasa bejelenti, hogy a kis Bobik beteg és a mulatság elmarad, Irinát pedig kedveskedve megkéri, hogy engedje át szobáját a kicsinek és költözzön be Olgához. Andrej kártyázni megy; hivatali főnöke, Protopopov Natasával éjszakai szánkázásra indul. A gimnáziumi értekezletről Olga holtfáradtan érkezik haza.

### Harmadik felvonás
(Az első felvonás ideje óta három év telt el.) Olga és Irina közös szobájában, éjjel 3 óra. A városban tűzvész pusztít, fénye beszűrődik a szobába. Olga szobákat enged át, ruhákat ad a hajléktalanná vált családoknak. Védelmébe veszi a háznál 30 éve szolgáló öreg dadát, akit Natasa durván kikerget és elküldene a házból. A tűzvész idején Csebutikin, a katonaorvos leitta magát: tehetetlenül motyogja, hogy már nem ért a gyógyításhoz, mindent elfelejtett és undorodik magától. A civil ruhás báró Tuzenbach már korábban leszerelt és egy téglagyárban készül dolgozni, ahová Irinát is hívja magával. Versinyin ismét a két-háromszáz év múlva bekövetkező gyönyörű életről beszél, Kuligin változatlanul boldogságát bizonygatja és feleségét magasztalja, aki viszont torkig van vele.
A nyomasztó éjszakán a nővérek magukra maradnak. Irina már nem a távírdában, hanem a városnál dolgozik, de ezt a munkát is gyűlöli. Bátyjuk, Andrej a törvényhatóság tagja lett, ahol a feleségével viszonyt folytató Protapopov az elnök, az egész város rajta nevet. Hatalmas adósságai miatt jelzálogkölcsönt vett fel a házra, pedig a ház nem egyedül az övé. Irina nem bírja tovább, kétségbeesett zokogásban tör ki. Olga szerint jobb híján férjhez kéne mennie a báróhoz, hiszen „az ember nem szerelemből megy férjhez, hanem hogy a kötelességét teljesítse”. Szinte válaszként Mása nyíltan megvallja és vállalja nővérei előtt „titkát”: Versinyin iránti szerelmét, de Olga hallani sem akar róla. Váratlanul előjön szobájából Andrej, aki eddig ki sem mozdult onnan, és a néma szemrehányásokra magyarázkodásba fog, amiből végül szánalmas gyónás lesz: „Édes húgaim… Ne higgyetek nekem semmit!”
A színpad üres marad. A spanyolfalak mögül Irina és Olga még néhány szót vált egymással: a városból állítólag elvezénylik a katonákat, akkor ők magukra maradnak. Irina rááll, hogy hozzámegy a báróhoz, csak költözzenek végre Moszkvába.

### Negyedik felvonás
A ház kertjében. Dél van, közeledik az ősz. Az alakulatot másik városba vezényelték, a tisztek nemsokára indulnak, búcsúzni jöttek. Üres és unalmas lesz nélkülük a város. Olga elkerült a családi házból, a dadával a gimnáziumi lakásban fog lakni: „Nem akartam igazgatónő lenni, mégis az lettem… tehát nem leszünk Moszkvában”. Natasa a ház korlátlan uraként új szobabeosztást készít és már tervezi, hogy kivágatja a kertben a fasort. Andrej a gyerekkocsival kislányukat, Szofocskát sétáltatja, közben a város kisszerűségéről kesereg. „A városunk már kétszáz éve fennáll, százezer lakosa van, de egy sincs, aki ne hasonlítana a másikra… csak esznek, isznak, alusznak, aztán meghalnak...” Csebutikin azt tanácsolja neki, hogy menjen el innen, „és minél messzebb, annál jobb”.
Nyugtalan várakozás vibrál a levegőben. Előző nap Szoljonij belekötött a báróba, aki feldühödött, és nemsokára párbajozni fognak. Irinán kívül mindenki tud róla, Irina is sejt valamit, de senki nem tesz semmit. Irina ismét új életre készül: elfogadta Tuzenbach házassági ajánlatát, másnapra tűzték ki az esküvőt, utána elutaznak; a báró téglagyárban fog dolgozni, ő meg már letette a tanítónői vizsgát és tanítani fog. Szól a katonazene, az alakulat azonnal indul, Versinyin elbúcsúzik a zokogó Másától. Kuligin nagylelkűen megígéri feleségének, hogy nem fogja szemrehányásokkal zaklatni.
Csebutikin, az orvos visszatér a párbajról és bejelenti Tuzenbach halálát. Irina nővéréhez bújva sírdogál; másnap egyedül utazik el és tanítani, dolgozni fog. Andrej megjelenik a gyerekkocsival, Olga átöleli húgait, az ő lírai szavaival záródik a darab: „Élni fogunk! A zene olyan vidáman, olyan boldogan szól. És én azt hiszem, nemsokára megtudjuk, miért élünk, miért szenvedünk… Jaj, csak tudnánk, miért?!... Csak tudnánk, miért?”

## Újabb szövegkiadások
- Három nővér; Kosztolányi Dezső ford. alapján szöveg Andrei Şerban, Keszthelyi Kinga; Nemzeti Színház, Bp., 2010 (Nemzeti Színház színműtár)
- Három nővér. Dráma négy felvonásban; ford. Kosztolányi Dezső, szöveggond., jegyz. Molnár Krisztina Rita; Nemzeti Tankönyvkiadó, Bp., 2012 (NTK-klasszikusok)
- Három nővér. Dráma négy felvonásban; ford. Morcsányi Géza; Magvető, Bp., 2021 (Színház az egész)